# Heinz-Georg Kamler

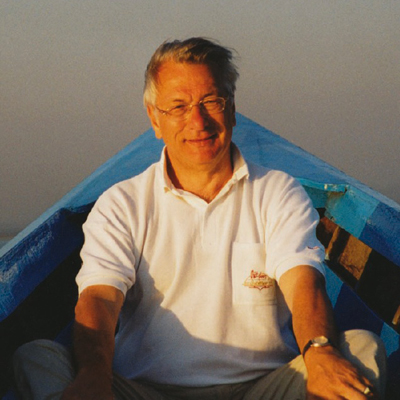
Kamler in Myanmar (Burma)

Heinz-Georg Kamler (* 7. Jänner 1942 in Wien; † 13. November 2018 im Burgenland) war ein österreichischer Sportler.

## Leben
Kamlers Eltern waren Bernhard von Kamler und Helga von Kamler (geb. von Widmann), sein Stiefvater war Hans Lauda. Er wuchs in Wien auf und besuchte dort zwei Jahre lang das akademische Gymnasium sowie bis zur Matura das Internat des humanistischen Stiftsgymnasiums Seitenstetten in Niederösterreich. Es folgte das Studium an der juristischen Fakultät der Universität Wien mit Studienaufenthalten in Paris, London, Lausanne, Köln, Luxemburg und 1967 die Promotion mit Dissertation über ein völkerrechtliches Thema.
Er war mehrmaliger Staatsmeister und Rekordhalter im 200-Meter-Lauf, 13. im 200-Meter-Lauf der Europameisterschaften in Belgrad 1962, Länderkampfsieger (200 Meter) gegen Italien und Griechenland, Nordafrikanischer Meister von Cairo sowie Mitglied der österreichischen Leichtathletik-Nationalmannschaft und des Olympiakaders 1960, er trat aber bei keinem der Wettbewerbe an.
Später wurde er als jüngster Vorstandsdirektor (33-jährig) Österreichs bei Felten & Guilleaume und dann Geschäftsführender Gesellschafter der durch ihr darmreinigendes Präparat Eucarbon bekannten Wiener Firma F. Trenka, chem.-pharmazeutische Fabrik Ges.m.b.H. (1984–1994). Kamler betrieb das Lokal „Zur Scheune – Lauda Schlössl“ in Leithaprodersdorf.

## Nebenberufliche Tätigkeiten
- Gründungspräsident der Gruppe 1031 der Vereinigung Österreichischer Industrieller-Junioren[6]
- In den 1990er Jahren Pressereferent im Österreichischen Leichtathletik-Verband
- Gesellschafter der Econ Ges.m.b.H. Wien, Wr. Neudorf und Brno
- Mitglied des Aufsichtsrates der Marketing AG, Wien

## Veröffentlichungen
- Carmen Ottner, Heinz-Georg Kamler: Briefe und Kompositionen Franz Schmidts im Privatbesitz. Die Autographensammlung Dr. Heinz-Georg Kamler. In: Studien zur Musikwissenschaft. (StMw) Beihefte der Denkmäler der Tonkunst in Österreich. Band 38, Hans Schneider, Tutzing 1987, JSTOR:41467011, S. 215–265 (dtoe.at).
- Von Bali bis Mali – von Delhi bis Dili. Goldegg-Verlag, Wien 2009, ISBN 978-3-7067-0047-4.
- Von Dhaka bis Dakar – von Nassau bis Passau. Goldegg-Verlag, Wien 2014.